# Liste der Biografien/Reil
Liste der Biografien |
Portal Biografien |
Personensuche
# |
A |
B |
C |
D |
E |
F |
G |
H |
I |
J |
K |
L |
M |
N |
O |
P |
Q |
R |
S |
T |
U |
V |
W |
X |
Y |
Z |
?
 
Ra |
Rb |
Rd |
Re |
Rh |
Ri |
Rj |
Rk |
Rl |
Rm |
Rn |
Ro |
Rr |
Rs |
Rt |
Ru |
Rv |
Rw |
Rx |
Ry |
Rz
 
Rea |
Reb |
Rec |
Red |
Ree |
Ref |
Reg |
Reh |
Rei |
Rej |
Rek |
Rel |
Rem |
Ren |
Reo |
Rep |
Req |
Rer |
Res |
Ret |
Reu |
Rev |
Rew |
Rex |
Rey |
Rez
 
Reib |
Reic |
Reid |
Reie |
Reif |
Reig |
Reih |
Reij |
Reik |
Reil |
Reim |
Rein |
Reip |
Reir |
Reis |
Reit |
Reiv |
Reiw |
Reix |
Reiz
Die Liste der Biografien führt alle Personen auf, die in der deutschsprachigen Wikipedia einen Artikel haben. Dieses ist eine Teilliste mit 78 Einträgen von Personen, deren Namen mit den Buchstaben „Reil“ beginnt.

## Reil
- Reil, Alexander (* 1968), deutscher Basketballfunktionär
- Reil, Elisabeth (* 1946), deutsche römisch-katholische Theologin
- Reil, Emil (1879–1946), tschechoslowakischer Politiker (Sudetendeutsche Partei) deutscher Nationalität
- Reil, Erich (1921–2002), deutscher Fußballschiedsrichter
- Reil, Guido (* 1970), deutscher Politiker (AfD)Guido Reil (* 1970)

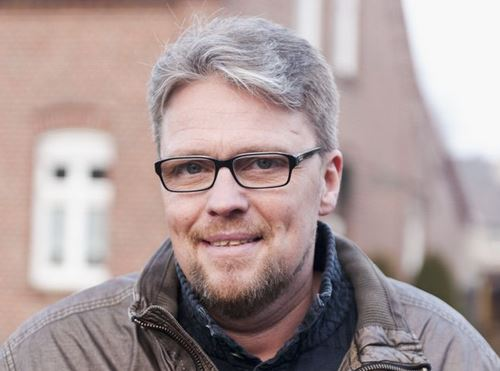
Guido Reil (* 1970)

- Reil, Hermann (* 1962), deutscher Journalist
- Reil, Ilse (1919–2013), deutsche Blockflötistin
- Reil, Joachim (* 1955), deutscher Eishockeyspieler
- Reil, Johann Anton Friedrich (1773–1843), deutsch-österreichischer Schauspieler und Schriftsteller
- Reil, Johann Christian (1759–1813), deutscher Arzt
- Reil, Josef (1877–1933), österreichischer Politiker (CS), Landtagsabgeordneter und Landtagspräsident
- Reil, Jürgen (* 1966), deutscher Schlagzeuger und Sänger der Thrash-Metal-Band Kreator
- Reil, Stefan, deutscher Musicaldarsteller und Schauspieler

### Reila
- Reiland, David (* 1979), belgischer Dirigent
- Reiland, Frank (* 1967), deutscher Brigadegeneral
- Reiland, Thomas (* 1967), deutscher Fußballspieler
- Reiland, Willi (1933–2015), deutscher Politiker (SPD), Oberbürgermeister von Aschaffenburg
- Reiland, Wolfgang (* 1957), deutscher Politiker (CDU)

### Reile
- Reile, Bonifaz (1862–1952), deutscher Ordenspriester und Heilpraktiker
- Reile, Juan (* 1987), deutscher Basketballspieler
- Reile, Oscar (1896–1983), deutscher Offizier des Geheimdienstes (Abwehr, Organisation Gehlen, Bundesnachrichtendienst)
- Reile, Richard (1907–1979), deutscher Politiker
- Reile, Sven (* 1967), deutscher Maler
- Reiler, Christine (* 1982), österreichische Schönheitskönigin, Model, Ärztin, ModeratorinChristine Reiler (* 1982)

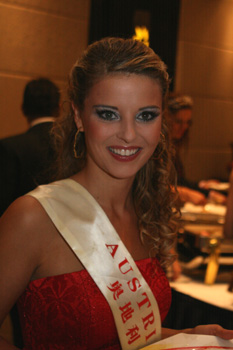
Christine Reiler (* 1982)

- Reiley (* 1997), färöischer Popsänger
- Reiley, Carol E. (* 1982), US-amerikanische Informatikerin und Unternehmerin

### Reili
- Reilich, Gabriel († 1677), Organist und Komponist in Siebenbürgen
- Reiling, Erich (* 1953), deutscher Maler und Zeichner
- Reiling, Gilbert H. (* 1928), US-amerikanischer Physiker
- Reiling, Hedwig (* 1880), deutsche jüdische Frau, Mutter von Anna Seghers
- Reiling, Katharina (* 1984), deutsche Rechtswissenschaftlerin und Hochschullehrerin

### Reilj
- Reiljan, Janno (1951–2018), estnischer Wissenschaftler und Politiker
- Reiljan, Villu (* 1953), estnischer Politiker, Mitglied des Riigikogu

### Reill
- Reill, Peter H. (1938–2019), US-amerikanischer Historiker
- Reille, André-Charles-Victor (1815–1887), französischer General, Generaladjutant Napoleons III.
- Reille, Honoré-Charles (1775–1860), französischer General, Marschall von Frankreich und Pair von Frankreich
- Reilly, Archer E. (1918–2003), US-amerikanischer Jurist und Politiker
- Reilly, Charles Nelson (1931–2007), US-amerikanischer RegisseurCharles Nelson Reilly (1931–2007)

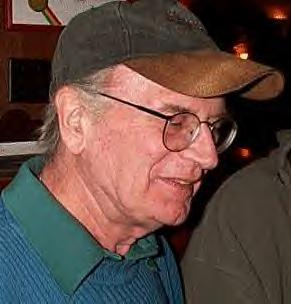
Charles Nelson Reilly (1931–2007)

- Reilly, Daniel Patrick (1928–2024), US-amerikanischer römisch-katholischer Geistlicher, Bischof von Worcester
- Reilly, Edmund Joseph (1897–1958), US-amerikanischer römisch-katholischer Geistlicher, Weihbischof in Brooklyn
- Reilly, Franz Johann Joseph von (1766–1820), österreichischer Verleger und Kartograf
- Reilly, Jack (1932–2018), US-amerikanischer Jazzpianist, Komponist, Arrangeur und Autor
- Reilly, James (1890–1962), US-amerikanischer Schwimmer
- Reilly, James (* 1955), irischer Politiker (Fine Gael)
- Reilly, James Bernard (1845–1924), US-amerikanischer Politiker
- Reilly, James F. (* 1954), US-amerikanischer Astronaut und Direktor des United States Geological Survey
- Reilly, John (1836–1904), US-amerikanischer Politiker
- Reilly, John (1934–2021), US-amerikanischer Schauspieler
- Reilly, John (1939–2013), US-amerikanischer Dokumentarfilmer
- Reilly, John C. (* 1965), US-amerikanischer Schauspieler
- Reilly, Kelly (* 1977), britische SchauspielerinKelly Reilly (* 1977)

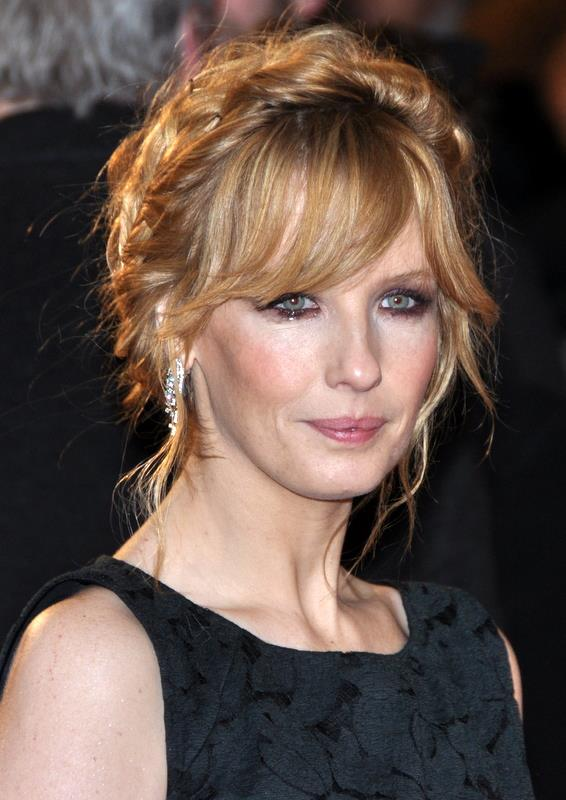
Kelly Reilly (* 1977)

- Reilly, Kieran (* 2001), britischer BMX-Freestyle-Fahrer
- Reilly, Lawrie (1928–2013), schottischer Fußballspieler
- Reilly, Liam (1955–2021), irischer Singer-Songwriter
- Reilly, Maggie (* 1956), schottische Sängerin
- Reilly, Matthew (* 1974), australischer Schriftsteller
- Reilly, Michael (1869–1944), US-amerikanischer Politiker
- Reilly, Michael Patrick Joseph (* 1958), neuseeländischer Historiker
- Reilly, Mike (* 1993), US-amerikanischer Eishockeyspieler
- Reilly, Nick (* 1949), britischer Manager
- Reilly, Paddy (* 1939), irischer Folk-Musiker
- Reilly, Patrick (1909–1999), britischer Diplomat
- Reilly, Paul, Baron Reilly (1912–1990), britischer Designer und Journalist
- Reilly, Peter (* 1956), US-amerikanischer Betroffener eines Justizirrtums
- Reilly, Phil (* 1968), australischer Poolbillardspieler
- Reilly, Rose (* 1955), britisch-italienische Fußballspielerin
- Reilly, Sarah (* 1973), irische Sprinterin
- Reilly, Sidney († 1925), britischer SpionSidney Reilly († 1925)

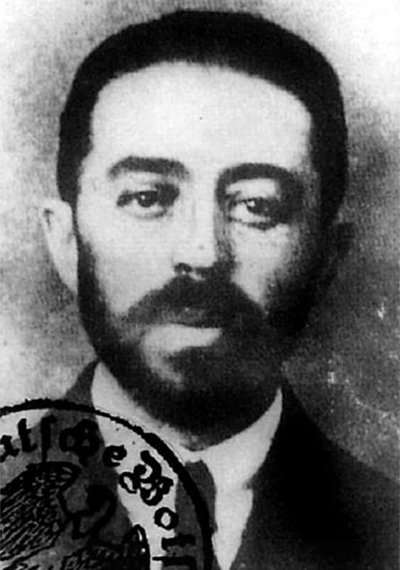
Sidney Reilly († 1925)

- Reilly, Stephanie (* 1978), irische Hindernisläuferin
- Reilly, Terry (1947–2025), australischer Bogenschütze
- Reilly, Thomas L. (1858–1924), US-amerikanischer Politiker
- Reilly, Tommy (1919–2000), kanadischer Musiker
- Reilly, William K. (* 1940), US-amerikanischer Administrator der Environmental Protection Agency und Manager
- Reilly, Wilson (1811–1885), US-amerikanischer Politiker
- Reilly-O’Donnell, Nathaniel (* 1988), britischer Ruderer

### Reilm
- Reilmann, Sebastian (* 1977), deutscher American-Football-Spieler

### Reily
- Reily, Emmet Montgomery (1866–1954), US-amerikanischer Politiker
- Reily, Luther (1794–1854), US-amerikanischer Politiker